# Ellenfél nélkül
Ellenfél nélkül (Bez protivnika) je „posljednji” album Locomotiv GT-a, objavljen 1984. 1990-ih godina pojavilo se više kompilacija i drugih izdanja na CD-ima; sljedeći album grupe koji sadrži nove pjesme objavljen je 1997. godine pod imenom 424 – Mozdonyopera.

## Pjesme na albumu
1. Ellenfél nélkül (Bez protivnika) (János Karácsony – Dusán Sztevanovity) – 7:10
2. Béke van (végtelen) (Mir je (beskrajan)) (Tamás Somló – Dusán Sztevanovity) – 4:51
3. Próbatánc a Broadway-n (Plesna proba na Broadwayu) (János Karácsony – Dusán Sztevanovity) – 4:09
4. Banális blues (Banalni blues) (Gábor Presser) – 4:10
5. Az üvegember (Stakleni čovjek) (Gábor Presser – Dusán Sztevanovity) – 0:18
6. A szívbajt hozod rám (Donosiš mi bol u srcu) (Gábor Presser) – 5:23
7. III. világ [Hommage' a Mtomo Lassa] (III. svijet [Hommage' a Mtomo Lassa]) (Gábor Presser, prema dokumentarnom filmu Sonje Litos, Jasona Synackroáe i Boa Garrespera) – 2:41
8. A nagy radír (Velika gumica) (Tamás Somló – Dusán Sztevanovity) – 5:47
9. Éjszakai vonatozás (Noćna vožnja vlakom) (Gábor Presser – Dusán Sztevanovity) – 5:25

## Suradnici
- János Karácsony – vokal, gitara, bas-gitara, Moog sintisajzer, vocoder
- Gábor Presser – vokal, klavir, PPG 2.2, Rhodes Chroma, Yamaha Dx 7, vocoder, Emulator, sintisajzerski program, harmonika, JKB K, sintetičke udaraljke
- János Solti – bubnjevi, Simmons i Linn bubnjevi, Synsonic, računalna ritam mašina, Roland Drumatix, Paiste, Linn-tom bas, marching bubanj, gong, udaraljke, Rototon, Grand Cassa
- Tamás Somló – vokal, bas-gitara, vocoder, Lyricon, saksofon, Moog sintisajzer
- Dusán Sztevanovity – tekstovi pjesama

### Produkcija
- István Kiss – ton-majstor, glazbeni urednik, sintisajzerski program
- Péter Rozgonyi – voditelj snimanja
- Walter Madarassy ml. – skulpture
- László Karászi – skulpture
- János Huschit – fotografije
- György Gáti – fotografije
- Péter Kozma – omot i grafika

Posebne zahvale:
- Los Tamamos
- Niv Á Stikss
- Peres B. Garros
- Sonja Litos
- Sonny Jo Carakas

## Vanjske poveznice
- Informacije na službenoj stranici LGT-a  Arhivirana inačica izvorne stranice od 16. lipnja 2007. (Wayback Machine)
- Informacije na Hungarotonovoj stranici  Arhivirana inačica izvorne stranice od 21. srpnja 2011. (Wayback Machine)